# Karos
Karos ist eine ungarische Gemeinde im Kreis Cigánd im Komitat Borsod-Abaúj-Zemplén.

## Geografische Lage
Karos liegt in Nordungarn, 90 Kilometer vom Komitatssitz Miskolc entfernt.
Nachbargemeinden sind Alsóberecki 7 km, Bodroghalom 8 km, Karcsa 6 km, Pácin 8 km und Vajdácska 8 km.
Die nächste Stadt Sátoraljaújhely ist 15 km von Karos entfernt.

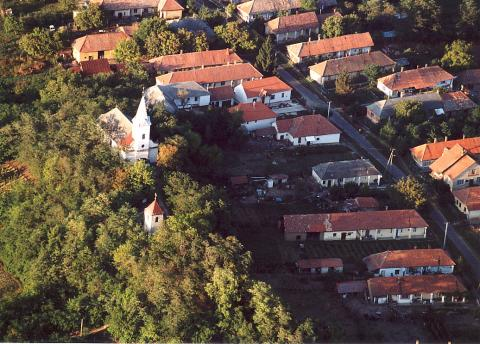
Luftaufnahme: Karos